# Oskar Glemser

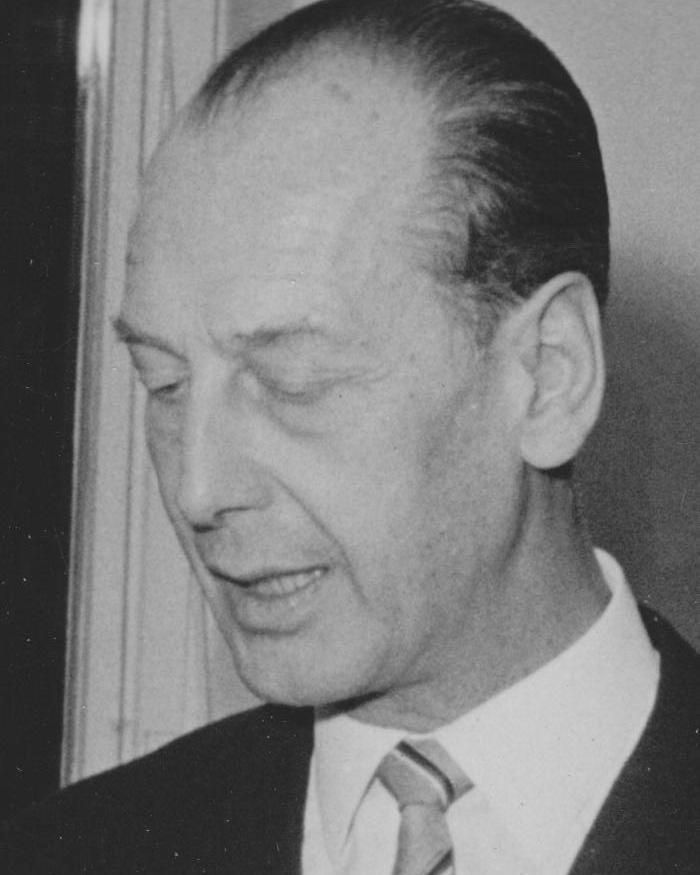
Oskar Glemser, 1966 in Göttingen

Oskar Max Glemser (* 12. November 1911 in Stuttgart; † 5. Januar 2005 in Göttingen) war ein deutscher Chemiker und Hochschullehrer.

## Leben
Glemser studierte ab 1930 Chemie an der TH Stuttgart. Seine Promotion zum Dr.-Ing. erfolgte 1935 mit einer Doktorarbeit bei Erwin Ott. Daran anschließend erhielt er einen Lehrauftrag in Analytischer Chemie. 1939 habilitierte er sich und erhielt eine Anstellung als Oberingenieur am Institut für Anorganische Chemie an der TH Aachen. Im Zweiten Weltkrieg organisierte er 1944 die Evakuierung des Instituts nach Dillenburg und 1946 die Rückführung nach Aachen. 1952 folgte er dem Ruf der Georg-August-Universität Göttingen auf ihren Lehrstuhl für Anorganische Chemie. Als Institutsdirektor betreute er die Habilitation von Wolfgang Sundermeyer. 1980 wurde er emeritiert.
Bahnbrechendes leistete Glemser auf dem Gebiet der Chemie des Elements Fluor, besonders im Bereich der Verbindungen von Fluor mit den Elementen Schwefel und Stickstoff (z. B. NSF3, S4N4F4). Glemser publizierte auch wichtige Arbeiten zu Iso- und Heteropolysäuren. Noch mit 85 Jahren widmete sich Glemser mit einigen Mitarbeitern der Grundlagenforschung, z. B. im Zusammenhang mit Akkumulatoren für Elektroautos. Im neuen Gebäude des Anorganisch-chemischen Instituts, das 1973 in Göttingen-Weende bezogen worden war, konnte 1979 durch Glemsers Anregung und Förderung das Museum der Göttinger Chemie gegründet werden.

## Ehrungen
Glemser war ab 1954 Mitglied und von 1962 bis 1970 Präsident der Akademie der Wissenschaften zu Göttingen. 1962 wurde er in die Deutsche Akademie der Naturforscher Leopoldina gewählt. 1969 erhielt er die Liebig-Denkmünze der Gesellschaft Deutscher Chemiker (GDCh). Die Inorganic Division der International Union of Pure and Applied Chemistry wählte ihn im selben Jahr zum Präsidenten. 1976/77 war er Präsident der GDCh. 1986 wurden seine Arbeiten mit der nach Henri Moissan benannten Medaille der Société chimique de France gewürdigt. Die GDCh verlieh ihm 1989 die Ehrenmitgliedschaft.